# Gueréza zelená
Gueréza zelená (Procolobus verus) je primát z čeledi kočkodanovitých, který žije v tropických deštných lesích v Sierra Leone, Togu a Nigérii. Má olivově hnědé zbarvení. Vyskytuje se v bažinatých místech a pohybuje se v nižších částech lesa. Živí se převážně listy, květy, pupeny a ovocem.
Samice jsou březí zpravidla 150-180 dnů a po narození své mládě několik týdnů nosí. Pohybuje se v tlupách o asi 10 - 15 (i 20) jedincích, skupina však může mít i méně než 5 členů. Ve skupině jsou zpravidla 1-2 samci. Guarézy zelené se ozývají takřka nezaměnitelným chrochtavým zpěvem, na který téměř vždy reaguje alespoň jedna tlupa stejným způsobem. Tlupa se může vyskytovat ve společnosti některých druhů kočkodanů. Váha samic se pohybuje okolo 4 kilogramů a délka těla nepřesáhne 50 cm, ocas měří mezi 50 – 60 cm. Samci mohou mít až 6 kg, délku těla a ocasu jsou obdobné jako u samic (délka těla nepatrně delší).